# Bangla bangers
Bangla bangers var ett TV-program från 2007 av Discovery Channel. I TV-serien medverkar bland andra Leepu Awila och Bernie Fineman, två okonventionella bilmekare från Bangladesh, som bygger om skrotbilar.